# Catia La Mar
Catia La Mar è una città del Venezuela, situata nello stato di Vargas e nel comune di Vargas, sulla costa del Mare dei Caraibi.
Si trova a dieci minuti di strada dall'Aeroporto Internazionale Simón Bolívar, il più importante di tutta la nazione. Così come le altre città della zona, il 15 dicembre 1999 venne devastata da un'inondazione, ricordata come tragedia di Vargas.